# John Cale
John Cale, OBE (sinh ngày 9 tháng 3 năm 1942) là một nhạc sĩ, ca sĩ, nhà sản xuất âm nhạc người xứ Wales và là một trong những người sáng lập của ban nhạc experimental rock, The Velvet Underground.
Dù được biết nhiều nhất qua những cống hiến với nhạc rock, song Cale cũng có những đóng góp vô cùng đáng kể với nhạc hòa tấu cũng như nhạc cổ điển. Sau khi chia tay Velvet Underground vào năm 1968, ông cũng đã cho ra mắt ít nhất 30 album. Album nổi tiếng nhất của ông là Paris 1919 với bản hát lại ca khúc nổi tiếng "Hallelujah" của Leonard Cohen, rồi sau đó là bộ 3 album với Island Record vào những năm 70: Fear, Slow Dazzle, và Helen of Troy.
Suốt sự nghiệp của mình, Cale đã cộng tác với rất nhiều nghệ sĩ lớn, có thể kể tới Lou Reed, Nico, La Monte Young, John Cage, Terry Riley, Hector Zazou, Cranes, Nick Drake, Mike Heron, Kevin Ayers, Brian Eno, Patti Smith, The Stooges, The Modern Lovers, Art Bergmann, Manic Street Preachers và là nhà đại diện cho James Dean Bradfield, Marc Almond, Squeeze, Happy Mondays, LCD Soundsystem và Siouxsie and the Banshees.

## Đĩa nhạc
Album phòng thu
- Vintage Violence (1970)
- The Academy in Peril (1972)
- Paris 1919 (1973)
- Fear (1974)
- Slow Dazzle (1975)
- Helen of Troy (1975)
- Honi Soit (1981)
- Music for a New Society (1982)
- Caribbean Sunset (1984)
- Artificial Intelligence (1985)
- Words for the Dying (1989)
- Walking on Locusts (1996)
- HoboSapiens (2003)
- blackAcetate (2005)
- Shifty Adventures in Nookie Wood (2012)
- M:FANS (2016)
- Mercy (2023)

Album trực tiếp
- Sabotage/Live (1979)
- John Cale Comes Alive (1984)
- Even Cowgirls Get the Blues (1991)
- Fragments of a Rainy Season (1992)
- Circus Live (2007)
- John Cale & Band Live (Rockpalast 1983 & 1984) (2010)

Album cộng tác
- Church of Anthrax (với Terry Riley) (1971)
- Songs for Drella (với Lou Reed) (1990)
- Wrong Way Up (với Brian Eno) (1990)
- Last Day on Earth (với Bob Neuwirth) (1994)